# Amor i deure
Amor i deure (xinès tradicional: 戀愛與義務 xinès simplificat:恋爱与义务 mandarí: Liàn'ài iǔ yìwù) és una pel·lícula muda xinesa de 1931, dirigida per Bu Wancang i protagonitzada per Ruan Lingyu i Jin Yan. Va ser la segona col·laboració entre el director i l'actriu Ruan Lingyu.

## Trama
La pel·lícula explica la història de Yang Naifan (Ruan Lingyu) que escapa del seu matrimoni per estar amb el seu veritable amor, Li Zuyi (Jin Yan). Descriu de manera detallada la pobresa que la protagonista ha de suportar per haver trencat amb la tradició del matrimoni.
Comença en un carrer transitat, on un jove, Li Zuyi, queda impressionat per la bella Yang Naifan, que va de camí a casa des de la universitat. Ell la segueix i queden en trobades posteriors i coquetegen. Això acaba quan el pare de Yang l'obliga a un matrimoni concertat, sense amor, malgrat l'amabilitat del seu marit i el naixement de dos fills als quals ella estima molt. Un dia, Li Zuyi la troba per casualitat en un parc, revifant el seu amor, la qual cosa la porta a abandonar al seu espòs i fills per anar amb ell. Sobreviuen en un apartament miserable i aviat neix una filla, però l'estrès de la seva dura vida acaba per matar Li Zuyi. Pel bé de la seva filla, Yang supera l'impuls de suïcidar-se.
Els anys passen i la seva filla es converteix en una adolescent atractiva, mentre que ella és una talentosa costurera que guanya prou per mantenir la filla. Un dia, el seu exmarit, la contracta per dissenyar algunes robes per als seus fills adolescents; el seu marit no la reconeix. Ella aconsegueix controlar les seves emocions quan els pren les mides per a la roba. Yang té present la seva falta quan va abandonar al seu espòs i als fills, i creu que això amenaça el futur de la seva filla. Se suïcida i deixa una carta pregant-li al seu espòs que cuidi de la seva filla com si fos seva. Ell ho fa doncs mai ha deixat d'estimar Yang.

## Producció

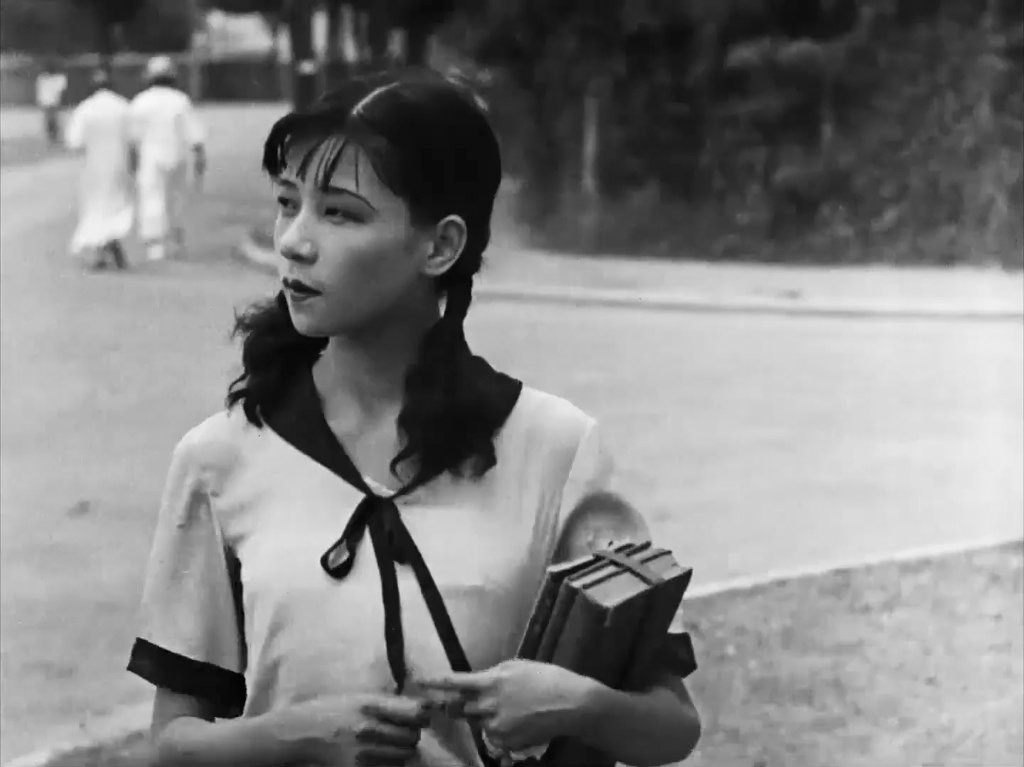
Ruan Lingyu, en l'escena d'obertura.

Està basada en una novel·la d'una expatriada polonesa, Rosen-hoa ("Ho Ro-es"), que s'havia casat amb un enginyer xinès. Amor i deure es va convertir en una de les primeres pel·lícules produïdes per la productora cinematogràfica d'esquerres, Lianhua Film Company. La pel·lícula va ser molt popular en el seu moment, en gran part a causa de la parella protagonista: Ruan Lingyu –que era una de les favorites de la indústria cinematogràfica de Xangai–, i Jin Yan –un actor nascut a Corea que va ser un dels més populars dins el cinema xinès–.

## Redescobriment
Durant molt temps es va creure que la pel·lícula s'havia perdut. Però es va trobar una còpia completa arxivada a Uruguai molts anys després, en els anys 90. La còpia descoberta va ser enviada a Taiwan el 1993 i ara es troba en l'Arxiu de Cinema de Taipei. Des de llavors, la pel·lícula ha estat presentada en diversos festivals de cinema i formant part de retrospectives de cinema xinès a tot el món. El 2014, Amor i deure va ser sotmesa a una restauració digital de 2K a L'Immagine Ritrovata d'Itàlia, i es va projectar en el Festival de Cinema de Xangai (上海国际电影节) aquell mateix any.

## Adaptacions
Amor i deure ha estat adaptada dues vegades: el 1938 i el 1955. La primera adaptació va anar a càrrec de l'estudi Xinhua Film Company de Xangai en temps de guerra, operant dins de la Concessió Internacional de Xangai. Fou també dirigida per Bu Wancang, amb Jin Yan repetint el seu paper anterior i Yuan Meiyun en el paper creat originalment per a Ruan Lingyu. La segona adaptació va ser realitzada pel Shaw Brothers Studio, una companyia de Hong Kong. Ambdues adaptacions van ser ja pel·lícules sonores, i l'idioma era el dialecte mandarí.